# 이철호 (배드민턴 선수)
이철호(1986년 9월 20일~)는 대한민국의 배드민턴 선수로, 2007년 수디르만컵에서 동메달을 획득했다.